# Aphyssura mongensis
Aphyssura mongensis är en tvåvingeart som beskrevs av Norris 1999. Aphyssura mongensis ingår i släktet Aphyssura och familjen spyflugor. Inga underarter finns listade i Catalogue of Life.